# ボガート
ボガート（Boggart）は、ケルト族の神話に伝わる、いたずら好きだがときに人間を助けてくれる、家に住む妖精の一種である。別名ボーガン（Bogan）またはボーグル（Bogle）。ボガト、ボガン、ボグルとも。同じくケルトの神話を伝えるフランスのブルターニュ地方ではアナオンとも呼ばれている。
イギリスの民間伝承では、ボガートは屋敷に憑く妖精で、ブラウニーよりもいたずら好きである。夜中にポルターガイスト現象を起こし、それにより物体が消滅したり、牛乳が酸っぱくなったり、犬がビッコになったりする。常に悪さをし、どこへ逃げてもついてくる。
ボガートは夜間寝ている人に忍び寄り、冷たい手を顔に当てると言われている。敷布を剥がしたり、時に耳を引っ張ったりする。
北イングランドでは、ボガートは危険な曲がり角の橋の下に棲み、御者がその橋を渡るとき丁寧に挨拶をしないと、不幸なことが起きるとされる。少なくともイングランド北部では、ボガートに命名してはいけないことになっている。ボガートが名を得ると、理不尽で説得することのできない、手に負えない破壊的なものになる。